# William Thalbitzer
William Thalbitzer, né à Elseneur (Helsingör) le 15 février 1873 et mort à Usserød le 18 septembre 1958, est un philologue danois, spécialiste des Inuits, de leur langue et de leur littérature orale.

## Biographie
Premier titulaire de la chaire de linguistique et d'histoire esquimaudes de l'université de Copenhague en 1920, il fit, parfois avec sa femme, de nombreux voyages d'études au Groenland, et dans l'un d'eux, il fut « le premier, en 1906, à avoir photographié le duel de danses et de chants par lequel se réglaient les conflits, avant que l'évangélisation n'obtienne raison de ces pratiques ».
Il avait eu comme maître Otto Jespersen. Il était membre, entre autres, de la Société des américanistes.

## Publications (sélection)

### Sélection
- Légendes et chants esquimaux du Groenland, trad. Marie Marguerite Hollatz-Bretagne[3], Paris, E. Leroux, 1929
- Les magiciens esquimaux, leurs conceptions du monde, de l'âme et de la vie, Paris, 1930
- (en) William C. Thalbitzer, The Ammassalick Eskimo: Contributions to the ethnology of the East Greenland natives, AMS Press, juin 1931 (ISBN 0-404-11689-2)
  - En ligne : deuxième volume de la seconde partie, Copenhague, 1941
- (en) (avec Christianus Cornelius Uhlenbeck), Uhlenbeck's Eskimo-Indoeuropean hypothesis. A critical revision. (Extrait des Travaux du Cercle linguistique de Copenhague)

### Liste de publications
- Inge Kleivan, William Thalbitzer : his main works, publications and biographies, 1978, 20 p.
- William Carl Thalbitzer, Bibliografi (1900–1953), Copenhague, Reitzel, 1954, 28 p.

La Wikipédia en danois donne une liste de publications disponibles en ligne dans cette langue.